# Joe Binion
Joe Binion, né le 26 mars 1961 à Rochester, New York, est un joueur américain de basket-ball.

## Biographie
De 1982 à 1984, il est trois fois meilleur joueur de la Mid-Eastern Athletic Conference avec les Aggies de North Carolina A&T. Il sort de l'université en ayant réussi plus de 2000 points et 1000 rebonds.
Le 57e choix de la Draft 1984 de la NBA par les Spurs de San Antonio, il joue 11 rencontres NBA sous le maillot des Blazers pour des moyennes de 1,3 point et 1,6 rebond durant la saison NBA 1986-1987
En 1987, il est All-Star de la ligue mineure américaine CBA. Il joue aux Sizzlers de Kansas City, renommés Sizzlers de Topeka, futurs Sun Kings de Yakama.
Il passe l’essentiel de sa carrière en Europe, en Israël mais surtout en Italie. Lors de sa dernière saison, il remporte le titre national avec Virtus Bologne, avec laquelle il dispute également le championnat d'Europe (11,2 points, 10,2 rebonds et 1,8 passe décisive) pour une élimination en quarts de finale face au Panathinaikos.

## Palmarès
- Champion d'Italie 1994-1995

## Distinctions personnelles
- All-star de la Continental Basketball Association (1987)
- Meilleur joueur de la Mid-Eastern Athletic Conference (1982,1983,1984)